# راجر سوم
راجر سوم (انگلیسی: Roger III, Duke of Apulia؛ 1118 – 2 or ۱۲ مه ۱۱۴۸) فرمانده ارتش بود.